# ネオパークオキナワ

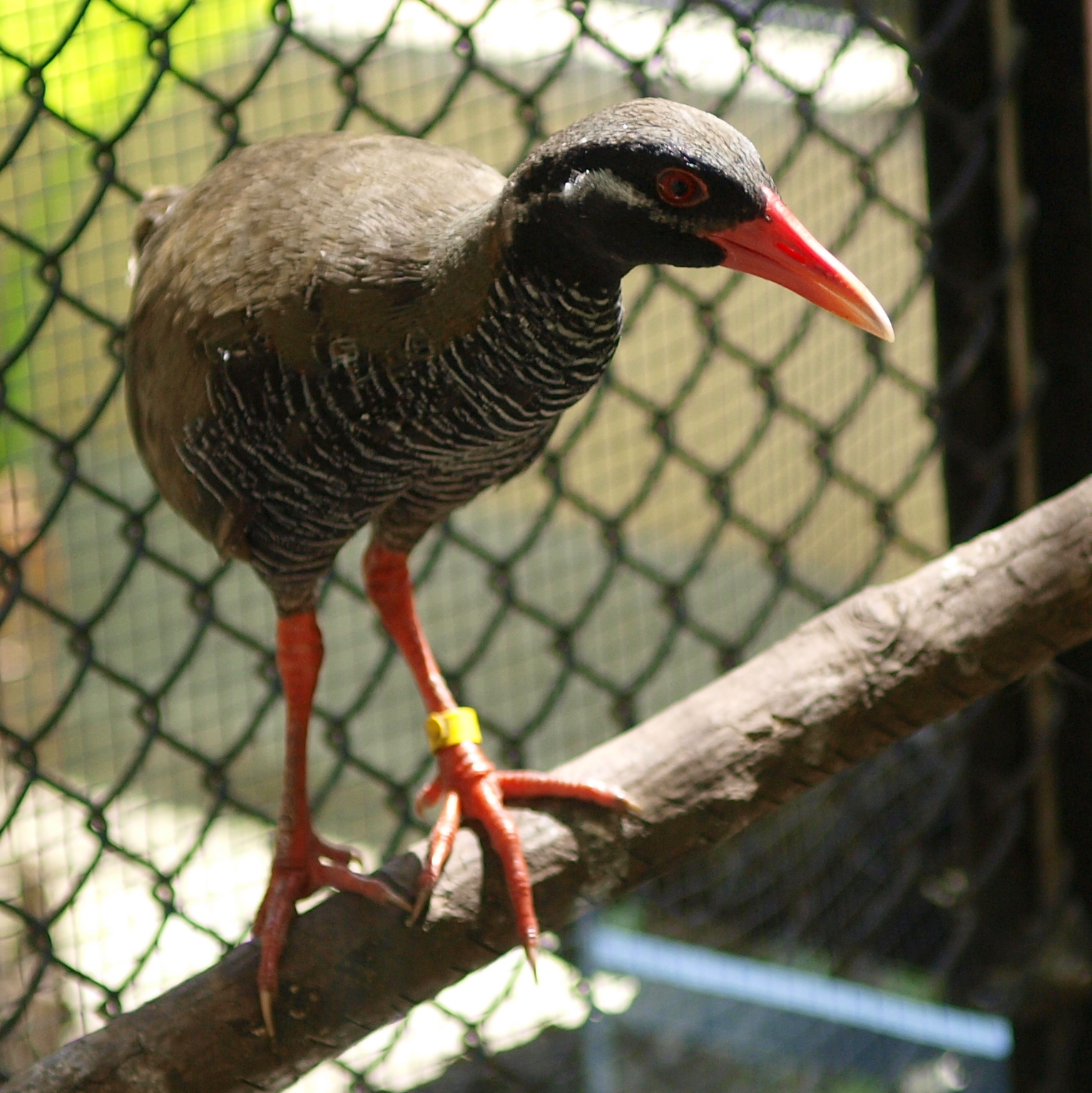
ヤンバルクイナ

ネオパークオキナワは、沖縄県名護市にある名護市立の動植物公園。1992年（平成4年）12月1日に開園。当園は、初代園長である近藤典生 東京農業大学名誉教授の「人と動植物の共存を体感してほしい」という基本理念に基づき、地域による生物相の違いや植生景観、種類の特殊性を楽しみながら理解できるよう設計されています。管理・運営は指定管理者制度により、名護自然動植物公園株式会社が行なっている。
園内にある広大なフライングケージでは、鳥類が放し飼いにて飼育されており、ケージ内を自由に飛び回る姿は、亜熱帯気候の開放感さながらである。
1998年にヤンバルクイナの人工孵化に世界で初めて成功した。また、ヤンバルクイナの保護個体の長期飼育に成功しており、環境省の保護増殖事業における飼育下繁殖施設にも指定されている。

## 沿革
- 1992年開園。
- 1993年国内で初めてオニオオハシの繁殖（自然繁殖）に成功する。
- 1994年国内で初めてカンムリオオツリスドリの繁殖（自然繁殖）に成功する。
- 2005年園内の沖縄軽便鉄道が運営開始。
- 2006年国内で初めてアオコブホウカンチョウの繁殖（人工繁殖）に成功する。
- 2009年飼育下最高齢のヤンバルクイナ（愛称リュウ）が亡くなる。

## 概要
開園時間
- 9時～17時30分（入園は17時まで）

開園日
- 年中無休

入場料金
- 大人（中学生以上）：1300円
- 4歳～小学生：700円

## 施設
- メインハウス
- トートの湖

広さ6,600㎡のフライングケージ内に、フラミンゴやアフリカクロトキ、ホオジロカンムリヅルなどが放し飼いにされている。
- アマゾンのジャングル

色鮮やかなショウジョウトキ、ベニヘラサギなどがケージ内を飛び回る姿を見ることができる。
- オセアニアの花･鳥

園路上にてパルマワラビーが目の前を横切って渡ることがある。
- アフリカのサバンナ
- ふれあい広場
- マダガスカルの入り江
- マダガスカルの丘
- パーラーバオバブ
- ソテツ林
- 国際種保存研究センター
- 沖縄軽便鉄道
- 自然博物情報館

### 国際種保存研究センター
国内外を問わず、希少動物種を集めて展示している施設。施設内の池には、アマゾン川に生息する世界最大級の淡水魚ピラルクーが飼育されており、えさやり体験をすることができる。

### 沖縄軽便鉄道
2005年4月16日に園内を一周する「沖縄軽便鉄道」（おきなわけいびんてつどう）が開業した。大正期から沖縄本島で営業していたものの、1945年の沖縄戦で路線が破壊され戦後も再建されなかった沖縄県営鉄道（軽便鉄道）を再現し、20分かけて園内のスポットを停車しながら運転士が動植物の解説を行う。
機関車は軽便鉄道の1号車であったドイツ・ヘンシェル社製B1型タンク機関車（実寸の4分の3）と国鉄D51形蒸気機関車（実寸の2分の1）の2種類がある。なお、いずれも蒸気機関車をモデルにしているが電気機関車である。
発着所はかつて県営鉄道嘉手納線を北部に延伸する構想で名護にも駅を設置する計画があったことを受けて「名護駅」と命名されており、県営鉄道やその他の鉄道に関する展示が併設されている。

## 動物
- ヤンバルクイナ（国内の動物園では唯一飼育）
- ヨーロッパフラミンゴ
- オニオオハシ

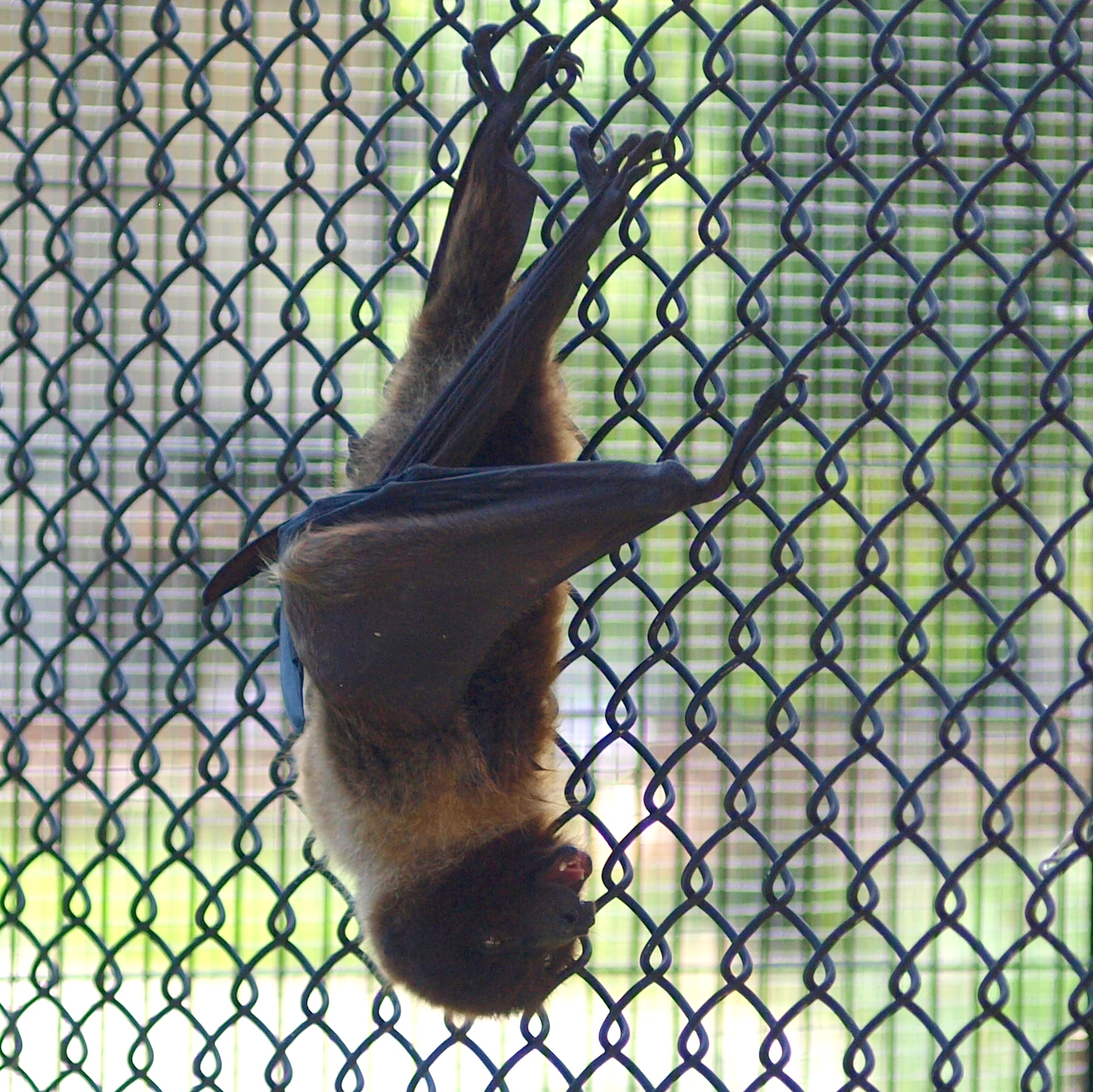
オリイオオコウモリ

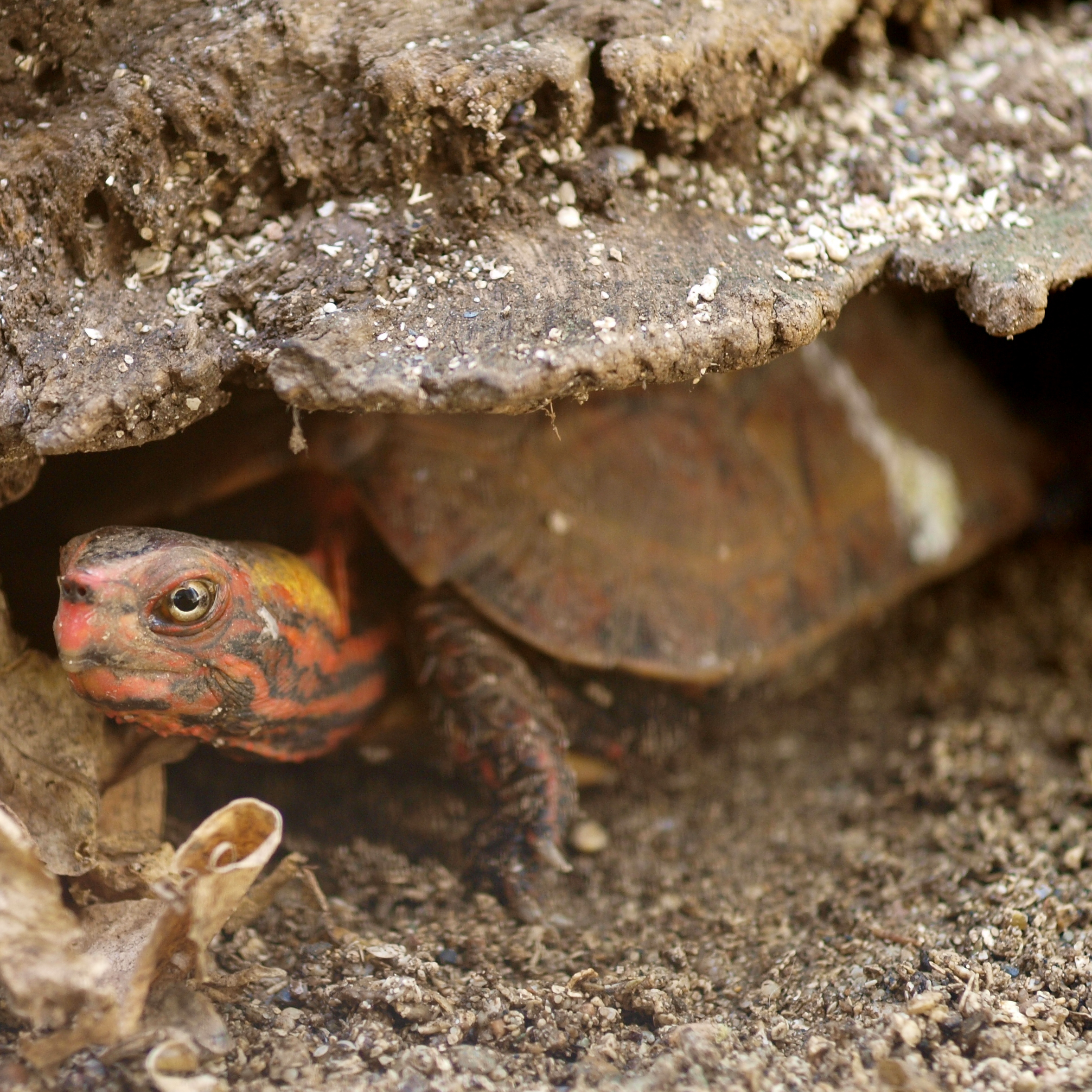
リュウキュウヤマガメ

- アオコブホウカンチョウ（国内の動物園では唯一飼育）
- カブトホロホロチョウ（国内の動物園では唯一飼育）
- アフリカトキコウ（国内の動物園では唯一飼育）
- カピバラ
- ワオキツネザル
- フタユビナマケモノ
- クビワペッカリー
- オリイオオコウモリ
- リュウキュウヤマガメ

など（約105種、2,000点）
日本動物園水族館協会が規定する、国内で初めて繁殖に成功した飼育動物に表彰される繁殖賞の受賞動物種は以下のものが挙げられる。

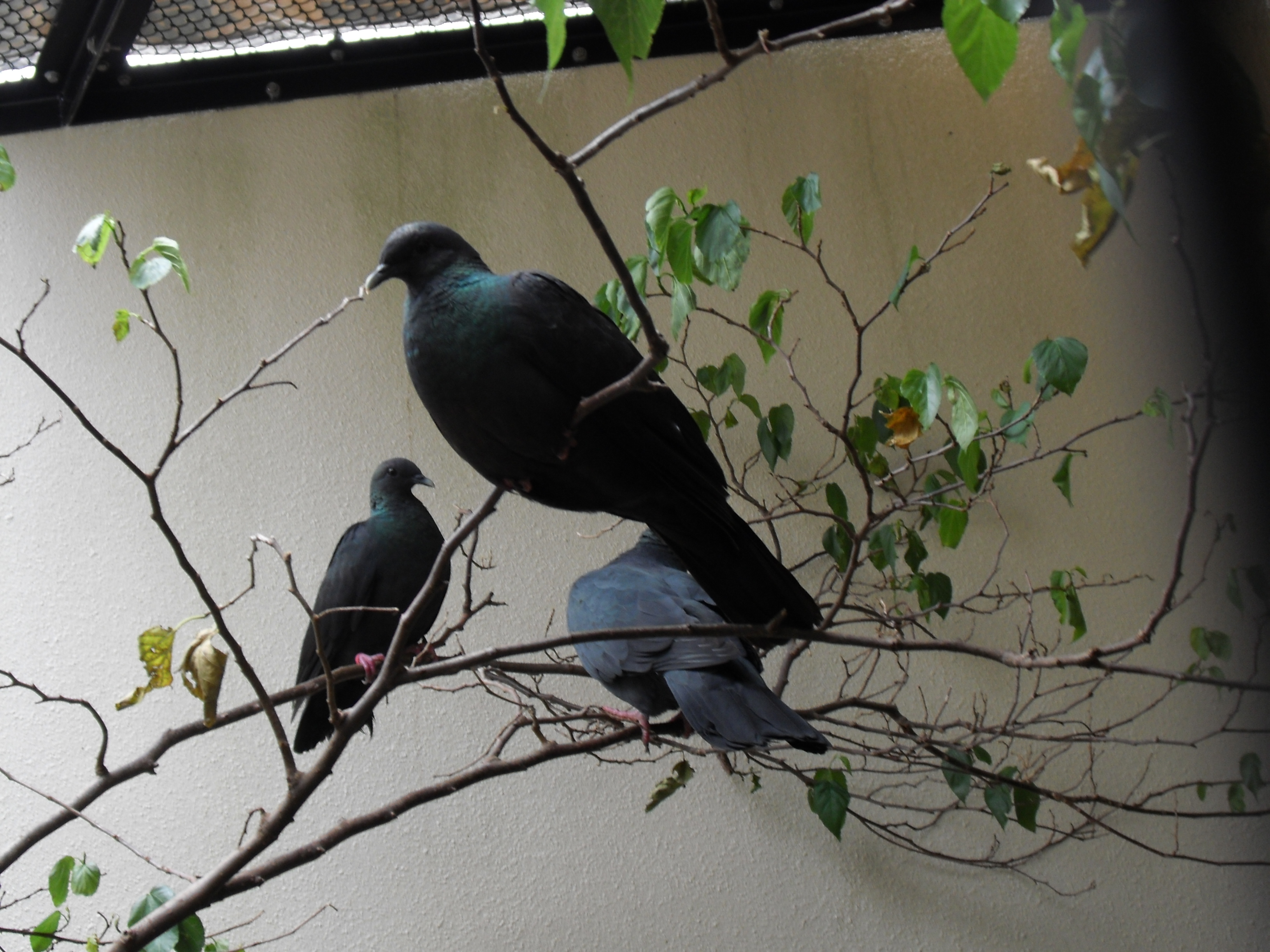
カラスバトの展示

- ヤンバルクイナ
- アオコブホウカンチョウ（人工繁殖）
- アフリカクロトキ
- アフリカトキコウ
- クビワコガモ
- ベニヘラサギ
- シロガシラトサカゲリ
- オニオオハシ
- カンムリオオツリスドリ
- クロエリサケビドリ
- アカビタイキツネザル

- カラスバトの展示

## アクセス
車
- 駐車場、約500台分。

路線バス
- 那覇空港から111番・高速バスにて1時間30分、名護バスターミナルより、徒歩約40分。
- 名護バスターミナルより、67番辺土名線、73番川田線、72番屋我地線または66番本部半島（今帰仁）線に乗車し、伊差川バス停でおり徒歩約20分。